# Adrian-Constantin Pitca
Adrian-Constantin Pitca (n. 10 aprilie 1956) este un deputat român în legislaturile 1990-1992 și 1992-1996, ales în județul Prahova pe listele partidului FSN, respectiv județul Prahova pe listele partidului PDSR. Adrian-Constantin Pitca a fost validat ca deputat în legislatura 1992-1996 pe data de 23 noiembrie 1992 când l-a înlocuit pe deputatul Gheorghe Boboc.